# Rodrigo Flores de Aldana
Rodrigo Flores de Aldana (1625 - 1675?) fue un funcionario real español al servicio de Felipe IV, Caballero de la Orden de Alcántara y Comendador de las Casas de Coria en dicha Orden. Actuó como gobernador colonial de Cuba en 1663 y fue designado por el rey gobernador de Yucatán en 1664. Habría de ser el último gobernador de la Capitanía General de Yucatán nombrado por Felipe IV, quien murió en septiembre de 1665.

## Datos históricos de su gubernatura en Yucatán
En 1664, cuando Juan Francisco de Esquivel y la Rosa se encontraba gobernando interinamente Yucatán, se presentó en Mérida, la capital de la Capitanía General, Rodrigo Flores de Aldana que había sido gobernador e intendente de Cuba. Venía con un nombramiento firmado por el rey Felipe IV dándole posesión de la gubernatura de Yucatán. Esquivel, por esa razón, tuvo que entregarle el mando. 
En poco tiempo, por sus abusos, Flores de Aldana se hizo acreedor a la mala voluntad de los clérigos y de los indígenas de Yucatán. Esto, sumado a las quejas que la corona había recibido del tiempo en que Flores de Aldana había ejercido el cargo de gobernador en Cuba, hizo que la Audiencia de México proveída de una orden real revirtiera el nombramiento de Rodrigo Flores.
Solo cinco meses después de haber llegado, Flores tuvo que obedecer el mandato de la Audiencia para regresarle el cargo a de Esquivel y la Rosa y partió sin demora a España para quejarse ante el rey por el desacato cometido en contra de su persona. Felipe IV reiteró su instrucción en favor del quejoso y conminó a los súbditos que actuaban desde México a hacer valer su orden. Muy poco tiempo después, en septiembre de 1665 el rey falleció.
La muerte del soberano difirió el cumplimiento de su edicto y no fue sino hasta 1667 que Rodrigo Flores de Aldana pudo regresar a Mérida para hacerse cargo de la Capitanía General de Yucatán. En cuanto llegó, el 29 de enero de 1667, inició juicio de residencia a de Esquivel y la Rosa. El gobierno de Flores de Aldana se caracterizó por los abusos y la dureza de trato que tuvo el enviado real hacia los indígenas del lugar y por las constantes disputas que se dieron entre él y los clérigos que actuaban en Yucatán.
El gobernador Flores llegó a Yucatán con la orden de construir una fortificación para defender la plaza de Mérida de los indígenas mayas y de los piratas, por lo que, también de inmediato, puso manos a la obra para construir en lo que es actualmente el barrio de San Cristóbal una ciudadela fortificada. Ocupó para ello un montículo (presuntamente un yacimiento maya) en donde se había establecido en años anteriores, el convento mayor de los franciscanos. Estos, al verse desposeídos de su lugar protestaron ante las autoridades del virreinato de la Nueva España, sin que dieran resultados sus quejas.
El edificio conventual quedó encerrado dentro de los muros de la ciudadela, disponiéndose en la construcción de esta última, tres puertas para satisfacer a los religiosos. Una, al sur, para las autoridades del gobierno económico del convento. Otra al poniente, para los militares y otra al oriente para la administración de la parroquia de San Cristóbal que a la sazón servía a numerosa población de blancos e indígenas del centro de México que habían sido llevados a la península de Yucatán para contribuir en el proceso de la conquista de Yucatán y que habían sido alojados desde un principio en ese rumbo de la ciudad de Mérida.
Rodrigo Flores de Aldana entregó la gubernatura de Yucatán a Frutos Delgado, en diciembre de 1669, al poco tiempo de haber concluido las obras de la ciudadela.